# Hrazdan (stad)
Hrazdan (Armeens: Հրազդան, uitspraak: həraz'dan), tot 1959 Nerkin Achta (Armeens: Ներքին Ախտա) genoemd, is de hoofdstad van de Armeense provincie (marz) Kotayk. De stad ligt aan de linkeroever van de bovenloop van de gelijknamige rivier, op ongeveer 50 kilometer van Jerevan. Met een inwonertal van 43.926 (2001) vormt het de vijfde stad van het land.
In de stad bevindt zich het Makravank-klooster, de 13e-eeuwse Sint-Astvatsatsinkerk en een 11e-eeuwse kapel.

## Geschiedenis
De naam 'Hrazdan' is afgeleid van de Middel-Perzische naam Frazdan, een naam die verbonden is met de zoroastrische mythologie. De stad werd gesticht door immigranten uit plaatsen als Sasoen en Kars.
In de periode van de Armeense SSR werd de stad omgevormd tot een van de belangrijkste industriële centra van de deelrepubliek.
Abovjan · Agarak · Achtala · Alaverdi · Aparan · Ararat · Armavir · Artasjat · Artik · Artsvasjen · Asjtarak · Berd · Bjoeregavan · Dastakert · Darakert · Dilidzjan · Dzjermoek · Etsjmiadzin · Gavar · Goris · Gjoemri · Hrazdan · Idzjevan · Jechegnadzor · Jegvard · Kadzjaran · Kapan · Maralik · Martoeni · Masis · Megri · Metsamor · Nojemberjan · Nor Hatsjen · Odzoen · Sevan · Sisian · Sjamloeg · Spitak · Stepanavan · Talin · Tasjir · Toemanjan · Tsachkadzor · Tsjambarak · Tsjarentsavan · Vajk · Vanadzor · Vardenis · Vedi · Jerevan